# Quilleco
Quilleco ist eine Stadt und Gemeinde in der Provinz Bío-Bío in der Región del Biobío in Chile. Bei der Volkszählung im Jahr 2017 hatte sie 9587 Einwohner. Die Gemeinde erstreckt sich über eine Fläche von 1121,8 km².
Im Jahr 2018 betrug die Zahl der in Quilleco registrierten Unternehmen 93.

## Geschichte
Die Stadt wurde 1853 von Francisco Bascuñán Guerrero gegründet. Am 26. Juli 1875 wurde dem Ort der Titel Villa de San Francisco de Quilleco verliehen. Am 22. Dezember 1891 wurde die Gemeinde Quilleco mit Sitz in der Stadt Quilleco gegründet.

## Bevölkerung
Laut der Volkszählung des Nationalen Statistikinstituts von 2002 hatte Quilleco 10.428 Einwohner (5378 Männer und 5050 Frauen). Davon lebten 5486 (52,6 %) in städtischen Gebieten und 4942 (47,4 %) in ländlichen Gebieten. Zwischen den Volkszählungen 1992 und 2002 sank die Bevölkerung um 0,6 % (64 Personen). Im Jahr 2017 zählte man 9587 Personen.